# Gran Premio motociclistico di Spagna 1970
Il Gran Premio motociclistico di Spagna fu l'ultimo appuntamento del motomondiale 1970.
Si svolse il 26 e 27 settembre 1970 sul Circuito del Montjuïc (il 26 si svolse la gara della 500, il 27 le altre gare).
In 350 e 500, assente Giacomo Agostini, la MV Agusta schierò il nuovo acquisto Angelo Bergamonti, che con la tre cilindri di Cascina Costa vinse entrambe le categorie, stabilendo in entrambi i casi i nuovi record sul giro.
In 250 vinse lo svedese Kent Andersson, approfittando delle cadute del neoiridato della categoria Rodney Gould e del finlandese Teuvo Länsivuori.
Vittoria per gli alfieri della Derbi in 50 e 125: nella ottavo di litro a vincere fu Ángel Nieto davanti all'esordiente Barry Sheene, mentre nella minima cilindrata l'onore toccò a Salvador Cañellas battendo allo sprint le Kreidler di Rudolf Kunz e Jan de Vries.

## Classe 500
Furono 20 i piloti presenti alla partenza. e di questi 11 vennero classificati al termine della gara.

### Arrivati al traguardo
| Pos | Pilota             | Moto             | Tempo         | Punti |
| --- | ------------------ | ---------------- | ------------- | ----- |
| 1   | Angelo Bergamonti  | MV Agusta        | 1h 15' 14" 12 | 15    |
| 2   | Ginger Molloy      | Kawasaki         | +1' 54" 83    | 12    |
| 3   | Giuseppe Mandolini | Aermacchi        | +1 giro       | 10    |
| 4   | Tommy Robb         | Seeley-Matchless | +1 giro       | 8     |
| 5   | Roberto Gallina    | Paton            | +1 giro       | 6     |
| 6   | Martin Carney      | Kawasaki         | +1 giro       | 5     |
| 7   | Martti Pesonen     | Yamaha           | +2 giri       | 4     |
| 8   | Christian Ravel    | Kawasaki         | +2 giri       | 3     |
| 9   | Dave Simmonds      | Kawasaki         | +2 giri       | 2     |
| 10  | Gordon Keith       | Velocette        | +3 giri       | 1     |
| 11  | John Burgess       | Ray Petty Norton | +4 giri       |       |

### Ritirati
| Pilota            | Moto          | Motivo ritiro |
| ----------------- | ------------- | ------------- |
| Gyula Marsovszky  | Kawasaki      | avaria        |
| John Dodds        | LinTo         |               |
| Barry Sheene      | Bultaco       |               |
| Bo Granath        | Husqvarna     |               |
| Jack Findlay      | Seeley-Suzuki |               |
| Alberto Pagani    | LinTo         |               |
| Lewis Young       | Honda         |               |
| Terry Dennehy     | Honda         |               |
| Maurice Hawthorne | LinTo         |               |

## Classe 350

### Arrivati al traguardo
| Pos | Pilota             | Moto      | Tempo         | Punti |
| --- | ------------------ | --------- | ------------- | ----- |
| 1   | Angelo Bergamonti  | MV Agusta | 1h 15' 07" 63 | 15    |
| 2   | Rodney Gould       | Yamaha    | +1' 31" 52    | 12    |
| 3   | Kent Andersson     | Yamaha    | +1' 31" 70    | 10    |
| 4   | Martti Pesonen     | Yamaha    | +1 giro       | 8     |
| 5   | Dieter Braun       | Yamaha    | +1 giro       | 6     |
| 6   | Terry Dennehy      | Yamaha    | +1 giro       | 5     |
| 7   | Roberto Gallina    | Aermacchi | +1 giro       | 4     |
| 8   | Tommy Robb         | Yamaha    | +2 giri       | 3     |
| 9   | Martin Carney      | Kawasaki  | +2 giri       | 2     |
| 10  | Bosse Granath      | Yamaha    | +3 giri       | 1     |
| 11  | Hans-Dieter Görgen | Yamaha    | +3 giri       |       |
| 12  | Lewis Young        | Aermacchi | +3 giri       |       |

## Classe 250

### Arrivati al traguardo
| Pos | Pilota            | Moto      | Tempo         | Punti |
| --- | ----------------- | --------- | ------------- | ----- |
| 1   | Kent Andersson    | Yamaha    | 1h 04' 25" 52 | 15    |
| 2   | Ginger Molloy     | Yamaha    | +0' 42" 33    | 12    |
| 3   | Silvio Grassetti  | Yamaha    | +1' 30" 10    | 10    |
| 4   | Gyula Marsovszky  | Yamaha    | +1' 38" 71    | 8     |
| 5   | Oronzo Memola     | Yamaha    | +1 giro       | 6     |
| 6   | Bosse Granath     | Yamaha    | +1 giro       | 5     |
| 7   | Alberto Pagani    | Aermacchi | +1 giro       | 4     |
| 8   | Maurice Hawthorne | Yamaha    | +1 giro       | 3     |
| 9   | Cees van Dongen   | Yamaha    | +2 giri       | 2     |
| 10  | Börje Jansson     | Yamaha    | +2 giri       | 1     |
| 11  | Dave Browning     | Yamaha    | +2 giri       |       |
| 12  | Francesco Villa   | Villa     | +3 giri       |       |

## Classe 125

### Arrivati al traguardo
| Pos | Pilota             | Moto      | Tempo      | Punti |
| --- | ------------------ | --------- | ---------- | ----- |
| 1   | Ángel Nieto        | Derbi     | 54' 13" 67 | 15    |
| 2   | Barry Sheene       | Suzuki    | +08" 13    | 12    |
| 3   | Börje Jansson      | Maico     | +47" 38    | 10    |
| 4   | Dieter Braun       | Suzuki    | +48" 15    | 8     |
| 5   | Giuseppe Mandolini | Villa     | +1' 57" 14 | 6     |
| 6   | John Dodds         | Aermacchi | +1 giro    | 5     |
| 7   | José Medrano       | Bultaco   | +1 giro    | 4     |
| 8   | Aalt Toersen       | Suzuki    | +2 giri    | 3     |
| 9   | Ulrich Graf        | Honda     | +2 giri    | 2     |
| 10  | Benjamín Grau      | Bultaco   | +2 giri    | 1     |
| 11  | Cees van Dongen    | Yamaha    | +2 giri    |       |
| 12  | Ginger Molloy      | Bultaco   | +2 giri    |       |
| 13  | Ramón Galí         | Bultaco   | +3 giri    |       |
| 14  | Dave Bedlington    | Maico     | +3 giri    |       |

## Classe 50

### Arrivati al traguardo
| Pos | Pilota                  | Moto       | Tempo      | Punti |
| --- | ----------------------- | ---------- | ---------- | ----- |
| 1   | Salvador Cañellas       | Derbi      | 34' 22" 46 | 15    |
| 2   | Rudolf Kunz             | Kreidler   | +00" 19    | 12    |
| 3   | Jan de Vries            | Kreidler   | +00" 20    | 10    |
| 4   | Ángel Nieto             | Derbi      | +19" 47    | 8     |
| 5   | Juan Bordons            | Derbi      | +59" 27    | 6     |
| 6   | Ulrich Graf             | Kreidler   | +2' 23" 72 | 5     |
| 7   | Federico van der Hoeven | Kreidler   | +1 giro    | 4     |
| 8   | Ludwig Fassbender       | Kreidler   | +1 giro    | 3     |
| 9   | Franco Ringhini         | Morbidelli | +1 giro    | 2     |
| 10  | Gottlob Schweikardt     | Kreidler   | +1 giro    | 1     |
| 11  | Siegfried Lohmann       | Kreidler   | +1 giro    |       |
| 12  | Oronzo Memola           | Kreidler   | +1 giro    |       |

## Fonti e bibliografia
- El Mundo Deportivo, 27 settembre 1970, pag. 21 e 28 settembre 1970, pag. 31.